# Caucas del Nord

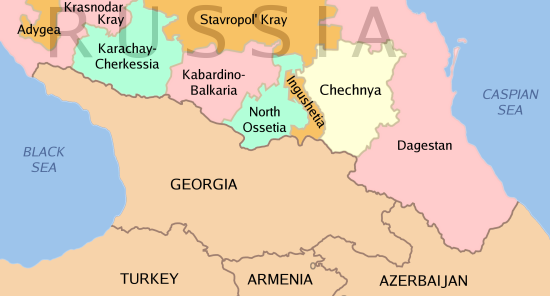
Regió del Caucas del Nord

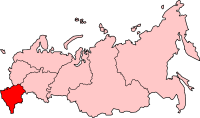
Situació dins de Rússia

El Caucas del Nord, de vegades anomenat Ciscaucàsia, és la denominació de la zona nord de la regió del Caucas, entre Europa i l'Àsia. Políticament, el Caucas del Nord inclou les repúbliques russes del Daguestan, Txetxènia, Ingúixia, Ossètia del Nord - Alània, Karatxai-Txerkèssia, Kabardino-Balkària i Adiguèsia, i els territoris de Krasnodar i Stàvropol al Districte Federal del Caucas Nord i al Districte Federal Meridional. També s'inclouen les regions de Tutxètia, Khevsureti, i Khevi, a Geòrgia.
A Rússia el terme també s'usa com a sinònim de la Regió Econòmica del Caucas del Nord.

## Geografia
Geogràficament, el terme Caucas Nord també es refereix al vessant nord i a l'extrem occidental de la serralada del Caucas Major, així com una part de la seva vessant sud a l'Oest (del riu Psou fins a Abkhàzia). L'àrea de la Estepa Pòntica sovint també s'engloba sota la noció de "Ciscaucàs", de manera que el límit nord de l'Estepa Pòntica es considera generalment el riu Mànitx.

## Història
El Ciscaucas va ser històricament cobert per l'estepa pontica, principalment en sòls calcaris de chernozyom, que han estat gairebé completament tallats i pastats. Està delimitada pel mar d'Azov a l'oest, i el mar Caspi a l'est. Segons el Concís Atlas del món, segona edició (2008), la regió de Ciscaucas es troba al costat europeu de la "divisió comunament acceptada" que separa Europa d'Àsia.
Durant la Guerra Civil Russa, el Caucas del Nord formà la República de la Muntanya del Nord del Caucas, que posteriorment s'uní a l'URSS com a República Soviètica de la Muntanya.
La frontera exterior del Krai del Caucas del Nord de la Unió Soviètica era la mateixa que la de la regió econòmica actual del Caucas Nord (Raion) que inclou un oblast (Oblast de Rostov), dos krais (Krai de Krasnodar i i Krai de Stàvropol), i set repúbliques. L'antic districte militar del Caucas Nord (Okrug) també incloïa l'óblast d'Astracan, l'Oblast de Volgograd i la República de Kalmània. El seu centre administratiu fou Rostov-del-Don fins al 10 de gener de 1934, Pyatigorsk fins a gener de 1936, després Ordzhonikidze (avui Vladikavkaz) i, des del 15 de desembre de 1936, Voroshilovsk (avui Stàvropol).
El 2011, el govern rus va presentar plans per crear una "versió nord-caucàsica de Silicon Valley", amb un cost de 32 mil milions de rubles (1.100 milions de dòlars) com a part dels esforços en curs per generar oportunitats a la regió.

## Galeria

Localització del Districte Federal del Caucas Nord
Mapa dels oblasts que formen el Districte Militar del Caucus Nord (okrug)
Mapa de la actual Regió Economica del Caucus Nord (raion)